# Liste der Monuments historiques in Lay-Saint-Christophe
Die Liste der Monuments historiques in Lay-Saint-Christophe führt die Monuments historiques in der französischen Gemeinde Lay-Saint-Christophe auf.

## Liste der Immobilien
| Bezeichnung               | Beschreibung                                                     | Standort                             | Kennzeichnung | Schutzstatus | Datum | Bild           |
| ------------------------- | ---------------------------------------------------------------- | ------------------------------------ | ------------- | ------------ | ----- | -------------- |
| Pfarrhaus                 | Hôtel particulier, bezeichnet 1587                               | 62 rue du Baron de Courcelles (Lage) | PA00106056    | Classé       | 1931  | weitere Bilder |
| Priorat St-Arnou          | Kirchenruine, ab dem 11. Jahrhundert, sowie Klostergebäude       | Rue des Bénédictins (Lage)           | PA00106057    | Inscrit      | 1986  | weitere Bilder |
| Domaine de la Samaritaine | Herrenhaus, 17. Jahrhundert, mit Parkanlage des 18. Jahrhunderts | 27 rue de l’Armée Patton (Lage)      | PA54000018    | Inscrit      | 200   | weitere Bilder |

## Liste der Objekte
| Bezeichnung                     | Beschreibung                                  | Standort                           | Kennzeichnung | Schutzstatus | Datum | Bild |
| ------------------------------- | --------------------------------------------- | ---------------------------------- | ------------- | ------------ | ----- | ---- |
| Kelch                           | Silber, vergoldet, Mitte des 18. Jahrhunderts | in der Kirche St-Christophe (Lage) | PM54000354    | Classé       | 1982  |      |
| Skulptur Heiliger Christophorus | Holz, 14. Jahrhundert                         | in der Kirche St-Christophe (Lage) | PM54000352    | Classé       | 1934  |      |
| Skulptur Heiliger Rochus        | Stein, um 1725                                | in der Kirche St-Christophe (Lage) | PM54000355    | Classé       | 1982  |      |
| Skulptur Heiliger Nikolaus      | Nussbaumholz, 16. Jahrhundert                 | in der Kirche St-Christophe (Lage) | PM54000350    | Classé       | 1934  |      |
| Kruzifix                        | Nussbaumholz, 16. Jahrhundert                 | in der Kirche St-Christophe (Lage) | PM54000351    | Classé       | 1934  |      |
| Skulptur Madonna mit Kind       | Stein, 14. Jahrhundert                        | in der Kirche St-Christophe (Lage) | PM54000353    | Classé       | 1934  |      |